# ガブリエラ・フォックス
ガブリエラ・フォックス（Gabriella Fox, 1989年2月24日 - ）は、アメリカ合衆国のポルノ女優。カリフォルニア州ロサンゼルス出身。

## 出演作品
- パイレーツ・オブ・アイランド